# كوين دي كورت
كوين دي كورت (بالهولندية: Koen de Kort)‏ ولد بتاريخ 8 سبتمبر 1982 في جودة، جنوب هولندا، هو دراج هولندي في صنف سباق الدراجات على الطريق.

## سجل النتائج

### سباقات أو مراحل فاز بها
- بطولة العالم لسباق الدراجات على الطريق

## وصلات خارجية
- الموقع الرسمي

## روابط خارجية
- كوين دي كورت على موقع الاتحاد الدولي للدراجات (الإنجليزية)
- كوين دي كورت على موقع أرشيف الدراجات (الإنجليزية)
- كوين دي كورت على موقع إحصائيات الدراجات الإحترافية (الإنجليزية)
- كوين دي كورت على موقع نسبة الدراجات (الإنجليزية)
- كوين دي كورت على موقع CycleBase (الإنجليزية)